# Соловьёв, Фёдор Алексеевич (гинеколог)
Фёдор Алексеевич Соловьёв (1880—1934) — русский врач-гинеколог, доктор медицинских наук (1908), профессор. Основатель ростовской школы акушеров-гинекологов. Его троюродный брат по материнской линии — поэт и переводчик Г. А. Шенгели.

## Биография
Отец, надворный советник Алексей Фёдорович Соловьёв (1848 — после 1916) — сын священника, учитель уездного училища; с 1880 года — помощник классных наставников Мариупольской мужской гимназии. Мать, Вера Даниловна Соловьёва (1854 — после 1916) — дочь учителя и инспектора Мариупольского духовного училища Даниила Кондратьевича Дыбского и потомственной дворянки Ольги Ивановны Яшниковой.
Окончив Мариупольскую мужскую гимназию, в 1898 году он поступил на медицинский факультет Императорского Харьковского университета, который окончил в 1903 году. В 1908 и 1913 годах проходил стажировки в Европе, работая в клиниках Берлина, Вены и Дрездена.
В 1911 году был допущен к чтению лекций в Харьковском университете в качестве приват-доцента кафедры акушерства и гинекологии. Параллельно заведовал повивальной школой при клинике университета. Во время Первой мировой войны был главным врачом одного из военных эвакуационных госпиталей. В период гражданской войны — секретарь профессионального союза врачей, председатель младших преподавателей медицинского факультета Харьковского университета.
Научно-педагогическая деятельность Ф. А. Соловьёва была тесно связана с Ростовским государственным медицинским институтом: в 1920—1934 гг. занимал должность заведующего кафедрой акушерства и гинекологии, в 1927—1930 гг. — декан медицинского факультета, с 1930 года — заместитель директора.
Ф. А. Соловьёв — создатель и редактор журнала «Медицинская мысль», редактор журнала «Медицина на Северном Кавказе», организатор и председатель Донского общества акушерства и гинекологии, член правления Всесоюзного общества акушерства и гинекологии. Он участвовал в составлении планов строительства больниц края, а также в деле строительства, организации и эксплуатации кавказских минеральных вод. 
Автор 55 научных работ.